# Marcin Franciszek Kruzer
Marcin Franciszek Kruzer (Kroezer) herbu własnego (zm. 1748) – chorąży latyczowski w latach 1721–1743, podczaszy latyczowski w 1721 roku, starosta bachwicki w 1722 roku.
Był posłem województwa podolskiego na sejm 1732 roku. Poseł województwa podolskiego na sejm nadzwyczajny pacyfikacyjny 1736 roku.